# ニコラ・エドム・レチフ・ド・ラ・ブルトンヌ
ニコラ・エドム・レチフ・ド・ラ・ブルトンヌ（Nicolas Edme Restif de La Bretonne, 1734年10月23日 - 1806年2月3日）は、フランスの文学者である。サド、ラクロとともに長年不当な扱いを受けていたが、近年再評価された。

## 生い立ち
フランス王国のオーセールにて誕生。その後、印刷業者のもとに年季奉公に出され、パリで印刷工となる。30歳を過ぎた頃から小説を執筆し、大革命をはさんだ約30年間にわたって、50篇以上、巻数にして250巻以上の作品を書いた。 

## 主な日本語訳
- Le pornographe (1769)
  - 『ポルノグラフ』植田祐次訳 『ユートピア旅行記叢書 15 18世紀末』岩波書店、2000年6月、所収。 ISBN 4-00-026105-3
- Les contemporaines (1780)
  - 『当世女―恋する女たちの人間模様』小澤晃編訳 筑摩書房、1990年9月。 ISBN 4-480-83105-3
- La Découverte australe par un homme volant, ou Le Dédale français (1781)
  - 『飛行人間またはフランスのダイダロスによる南半球の発見―きわめて哲学的な物語』植田祐次訳 創土社、1985年1月。
  - 『南半球の発見』植田祐次訳 野沢協・植田祐次監修『啓蒙のユートピア 第三巻』法政大学出版局、1997年12月、所収。 ISBN 978-4-588-12088-6
- L’Andrographe, ou Idées d'un honnête homme sur un projet de règlement, proposé à toutes les nations de l'Europe, pour opérer une réforme générale des mœurs et, par elle, le bonheur du genre humain (1782)
  - 『アンドログラフ』植田祐次訳 野沢協・植田祐次監修『啓蒙のユートピア 第三巻』法政大学出版局、1997年12月、所収。 ISBN 978-4-588-12088-6
- Sara ou la derniére aventure d'un homme de quarante-cingans (1783)
  - 『最後の恋―サラ』植田祐次訳 二見書房〈コレクション・アモール〉、1970年。
- Les nuits de Paris, ou, Le spectateur nocturne (1788 - 94)
  - 『パリの夜―革命下の民衆』植田祐次訳 現代思潮社〈古典文庫 31〉、1969年8月。
  - 『パリの夜―革命下の民衆』植田祐次編訳 岩波書店〈岩波文庫〉、1988年4月。 ISBN 4-00-325801-0
- Monsieur Nicolas ou le Cœur humain devoilé (1794 - 97)
  - 『ムッシュー・ニコラ』生田耕作・片山正樹訳 『筑摩世界文學大系 23 サド レチフ』筑摩書房、1977年3月、所収。
  - 『ムッシュー・ニコラの幼少時代』佐分純一訳 『世界文学全集 16 サド レチフ・ド・ラブルトンヌ』講談社、1977年5月、所収。

## レチフに関する書籍
- 植田祐次『共和国幻想 レチフとサドの世界』法政大学出版局〈《思想・多島海》シリーズ〉、2004年。 ISBN 4-588-10003-3